# Balkan Baroque
Balkan Baroque è una performance eseguita da Marina Abramović in occasione della Biennale di Venezia del 1997, premiata con il Leone d’Oro.
Durante tale performance, l'artista si trovava seduta su un mucchio d'ossa di bovino che ripuliva dalla carne e dalla cartilagine residua, in un rituale di purificazione di se stessa e per le stragi che avvenivano nei Balcani. Con questo lavoro l'artista ha voluto denunciare gli orrori che sono stati commessi durante la guerra nei Balcani.

## Descrizione
La performance Balkan Baroque, durata 6 ore al giorno per 4 giorni, fu svolta in uno scantinato buio dove si potevano vedevano solamente tre installazioni video (su tre pareti diverse), tre sculture in rame contenenti acqua (come accenno alla purificazione spirituale) e la stessa Marina seduta su 1500 ossa di bovino.
Le immagini video proiettate mostrano su due pareti i genitori dell'artista: da un lato il padre (con una pistola in mano) e, di fronte, la madre. Entrambi compiono dei gesti: alzano le mani in segno di resa, lui solleva la pistola, lei incrocia le braccia, entrambi si coprono gli occhi con le mani. Sulla terza installazione video, che si trova in mezzo alle altre due, c'è Marina Abramović. Qui l'artista si presenta in due vesti differenti: nella prima con addosso un camice bianco per racconta come i Balcani siano stati creati i Ratti-Lupo. Questi animali (come gli esseri umani in guerra) quando sono messi in situazioni insostenibili iniziano a sterminarsi l'un l'altro. Nella seconda parte l'artista si sveste del camice bianco e con una sottoveste nera inizia a ballare e a cantare melodie folcloristiche serbe sventolando una sciarpa rossa.
Le tre sculture in rame non sono altro che due lavandini ed una vasca piena di acqua sporca che esala un odore di morte.
Al centro della sala vi è Marina Abramović in persona seduta su 1500 ossa di bovino con addosso un camice bianco sporco di sangue che, con una spazzola in ferro, acqua e sapone, lava una ad una le ossa di bovino, raschiando via pezzi di carne e cartilagine. Durante questo lavoro di pulizia intona canti della sua giovinezza in Serbia.
L'obbiettivo dell'Abramović era quello di far durare la performance per sei giorni, cantando ogni giorno un motivo originario di ogni ex repubblica Jugoslava, ma a causa della spossatezza dovuta all'intenso lavoro di pulizia delle ossa non vi riuscì.
Con questo lavoro di pulizia Marina Abramović vuole denunciare la guerra nell'ex Jugoslavia, i gesti con cui raschia e pulisce le ossa simboleggiano la pulizia etnica da un lato ma dall'altro esprimono la volontà da parte dell'artista di compiere un rito di purificazione etica.
Con il racconto sui Ratti-Lupo (un metodo utilizzato nei Balcani per dare la caccia ai ratti) l'Abramović crea un'analogia con gli esseri umani e specialmente con i popoli balcanici. Il cacciatore di ratti viene paragonato allo stato, che prende il suo cittadino e lo affama portandolo alla disperazione. Poi lo stato aizza l'uno contro l'altro i suoi popoli, che per sopravvivere si trasformano in assassini.
Le ossa e il puzzo che queste emanano sono il simbolo della guerra che avveniva nei Balcani. Balkan Baroque vuole denunciare gli eccessi di quella guerra che i Balcani hanno dovuto affrontare. La pulizia delle ossa diventa il tentativo simbolico di scontare i peccati commessi dal suo popolo durante questa guerra ed è un tentativo per rendere tutti partecipi del dolore portato da questo conflitto.
Balkan Baroque è una delle cinque performance che Marina Abramović ha dedicato ai Balcani insieme a: The Hero (2001), Count on Us (2003), Nude with Skeleton (2003) e Balkan Erotic Epic (2005).

## Ratto-Lupo
È una particolare tecnica serba utilizzata per uccidere i topi. Il cacciatore di ratti crea questo “Ratto-Lupo” catturando i topi e rinchiudendoli tutti in una gabbia con solo l'acqua a disposizione. Quando i topi inizieranno ad essere affamati e a rischiare il soffocamento dovuto alla crescita dei denti cominceranno a mangiarsi tra di loro finché non rimarrà un solo topo nella gabbia, a quel punto quando anche l'ultimo topo starà per soffocare il cacciatore lo prende, gli cava gli occhi e lo libera. Il ratto accecato, quasi soffocato e affamato a quel punto inizia ad uccidere tutti i topi che si trova davanti finché non morirà soffocato o ucciso da un altro ratto.